# Vilém Weitenweber
Vilém Weitenweber, křtěný Wilhelm Adolph Weitenweber (6. dubna 1839 Praha-Malá Strana – 1. prosince 1901 Praha), byl český spisovatel a novinář, proslulý svými články a kritickými studiemi z oblasti výtvarného umění.

## Život
Pocházel ze staré měšťanské rodiny; jeho otec Vilém Rudolf Weitenweber (1804–1870) byl známý pražský lékař a přírodovědec. Také matka Marie, rozená Raňková (1817–1886) pocházela z významného rodu. Absolvoval malostranské gymnázium, poté krátce studoval práva na Karlo-Ferdinandově univerzitě. Jako student se zapojil do sokolského hnutí — např. roku 1863 byl zvolen za šermovního dozorce, v roce 1866 zastával funkci praporečníka.
Zájem o umění jej brzy přivedl na akademii výtvarných umění v Mnichově. Zde se spřátelil s řadou budoucích významných výtvarníků. Určitou dobu sám maloval a kreslil ilustrace, například do deníku Politika, ale později si uvědomil hranice svého talentu a umění se věnoval již jen jako novinář. Působil také ve výtvarném odboru Umělecké besedy.
V dubnu 1895 byl jedním z porotců v soudním procesu se skupinou sedmnácti „neodvislých socialistů“ (anarchistů), obžalovaných ze zločinu rušení veřejného pokoje na Kladensku (nepovolené spolčování a rozšiřování tiskovin, vychvalování násilných činů).
V roce 1897 zasedal v komisi pro výběr nejlepšího návrhu fontány před Rudolfinem. Ve společnosti byl oblíbený jako vypravěč vtipů a zábavných historek; posluchačům přitom ani nevadilo, že měl vadu řeči. Byl velmi aktivní ve spolcích, vždy ochotný pomáhat ostatním. Vratislav Černý na něj vzpomínal: "Byl velmi veselý, rudý, od neštovic silně zjizvené tváře, přítel truňku a kneipián, jinak velmi dobrosrdečný; silně koktal." Dům Vilémovým rodičů byl středem společenského a studentského života a Černý o něm píše v monografii "V starém Weitenweberovském domě, hrst vzpomínek ze staropražského života" z roku 1915.
Jeho pozdní manželství s o čtvrt století mladší Otilií Hájkovou (* 1863) bylo bezdětné. Zemřel po delší nemoci ve svém dvojdomě čp. 555/II-556/II na Karlově náměstí, kde obýval horní patro s ateliérem. V sousedním domě sídlilo nakladatelství Jana Otty a redakce Zlaté Prahy.
Byl pohřben na Olšanských hřbitovech po obřadu v kostele sv. Štěpána.

## Dílo
Více než deset let pracoval jako redaktor výtvarné rubriky Ottova týdeníku Zlatá Praha. Napsal množství článků a referátů, zejména jako komentáře k reprodukcím uveřejněným v příslušném vydání. Svou činností přispěl k vysoké úrovni časopisu. Začínající čeští umělci mu byli vděčni za pravidelný výběr jejich prací k otištění, protože honorář od vydavatele pro ně tehdy byl často jediným zdrojem příjmu. V textech je podporoval a povzbuzoval. Byl známým a váženým členem pražské umělecké obce.
Sokolské prostředí ho inspirovalo k napsání humorné básně Sbor cvičitelský (1864), v jejímž textu postupně vyjmenoval všechny tehdejší cvičitele, a vzpomínkového článku Jeden večer mezi Sokoly v .... Obě práce vyšly roku 1883 ve sborníku Památník Sokola Pražského.

## Ukázky článků
- WEITENWEBER, Vilém. Karel Liebscher. Zlatá Praha. 5. 1885, roč. 2, čís. 19, s. 258. Dostupné online.
- WEITENWEBER, Vilém. Emanuel Krescenc Liška. Zlatá Praha. 12. 1884, roč. 1, čís. 51, s. 614–615. Dostupné online.
- WEITENWEBER, Vilém. František Sequens. Zlatá Praha. 1896-06-19, roč. 13, čís. 32, s. 381–382. Dostupné online.